# Șomănești
Șomănești – wieś w Rumunii, w okręgu Gorj, w gminie Telești. W 2011 roku liczyła 615 mieszkańców.